# Четверг (литературное объединение)
Четве́рг — неформальное литературное объединение, существовавшее в конце 1970-х — начале 1980-х годов в Москве. Основателем и руководителем был писатель Эдуард Шульман. В «Четверг» входили молодые авторы, получившие впоследствии известность, Владимир Шаров, Михаил Шишкин, Дмитрий Рагозин и др.

## История и участники
С середины 1970-х годов Эдуард Шульман приглашал по четвергам знакомых к себе домой, где устраивались чтения и обсуждения как его собственных произведений, так и текстов других авторов. Со временем эти встречи по четвергам превратились в литературное объединение «Четверг». На встречах участники не только читали и обсуждали произведения друг друга, но обменивались самиздатом, запрещёнными или недоступными в Советском Союзе книгами, устраивали лекции по истории и теории литературы. Здесь царила атмосфера свободы творчества и слова.
Среди постоянных участников «Четверга», кроме самого Шульмана, были Михаил Гуревич, в то время школьный учитель литературы, а впоследствии известный критик анимационного кино, историк Борис Беленкин, позднее директор Библиотеки научно-исторического центра «Мемориал», поэт Александр Шишкин, писатель и переводчик-японист Дмитрий Рагозин, сценарист и режиссёр Александр Черных, писатель Михаил Шишкин. На «Четвергах» выступали литературовед и культуролог Михаил Эпштейн, переводчик и поэт Владимир Тихомиров, поэт Ян Пробштейн, писатель Владимир Шаров, кинорежиссёр Ираклий Квирикадзе, поэт Дмитрий Пригов, театральный режиссёр Валентин Герман, переводчик и писатель Григорий Чхартишвили (Борис Акунин), писатель и переводчик Александр Ярин, поэт и пушкинист Андрей Чернов.
Михаил Эпштейн вспоминает о «Четверге» как о школе будущих писателей и подчёркивает особенную роль Эдуарда Шульмана как руководителя «домашних литературных семинаров, на которых он обсуждал с младшими секреты мастерства».
Сам Шульман в интервью «Независимой газете» говорил, что не считал себя на «Четверге» мэтром и наставником молодых авторов: «Для нас, для меня в первую очередь, важно было творческое общение. Мейерхольд сказал молодому, чуть за 20, Ильинскому: „Вам надобно преподавать, чтоб было у кого учиться“.»
Григорий Чхартишвили (Борис Акунин) высоко оценивает уровень текстов, с которыми выступали на «Четвергах» молодые авторы.
При этом «Четверг» не был исключительно литературным объединением. Многие участники «Четверга», в то время ещё студенты московских вузов, проявили себя позднее в самых разных творческих областях: Александр Черных и Дмитрий Попов — в кинематографе, Алексей Михеев — литературный критик, главный редактор журнала «Иностранная литература» (2005—2008), Игорь Воскресенский — культуролог, Олег Воскресенский — богослов, проповедник, Сергей Ливнев — кинопродюсер и режиссёр, Борис Юхананов — театральный режиссёр, Валерий Огородников — кинорежиссёр, Владимир Мирзоев — режиссёр театра и кино.
До своего отъезда в эмиграцию в Париж активным участником «Четверга» был художник Игорь Битман, встречи объединения проходили в его комнате-ателье в квартире Шульмана и его жены Ирины Яковлевны Линковой (ул. Ленинский проспект, дом 60, кв. 175).

## Значение
«Четверг» оказал значительное влияние на становление эстетических взглядов некоторых знаковых имен современной русской литературы.
Критик Юлия Рахаева в своей рецензии на публикацию романа Шульмана «Полежаев и Бибиков» отмечает влияние прозы писателя, которую он читал на «Четвергах», на молодых участников литературного объединения:

Предположу, что роман «Полежаев и Бибиков», пусть неопубликованный, зато легендарный, стал своего рода пратекстом не только для Михаила Шишкина, но и для некоторых других будущих литераторов.— Юлия Рахаева
Об особом значении «Четверга» в жизни его участников писал Михаил Шишкин в эссе «Корабль и бегун»:

Мы собирались по четвергам на разных квартирах, человек десять. Новые лица то появлялись, то исчезали. Ритуал был прост и неизменен: сперва кто-то читал свой текст, потом по кругу шло обсуждение, потом пили чай. Ничего особенного, но не знаю, как тот юноша, которым я был тогда, смог бы выжить без этой еженедельной порции счастья. Юноша захлебывался в советской жиже, а эти встречи с себе подобными спасали, как глотки воздуха. Я родом из «четверга». — Михаил Шишкин
«Четвергу», среди других литературных объединений, был посвящен семинар Международного Мемориала «От цензуры и самиздата к свободе печати. 1917—1990. Культурная жизнь неофициальной Москвы в 1960—1980-е гг.», проведенный совместно с Государственной публичной исторической библиотекой России.